# Weidingen
Pour l’article homonyme, voir Weidingen (Luxembourg).
Weidingen est une municipalité allemande située dans le land de Rhénanie-Palatinat et l'arrondissement d'Eifel-Bitburg-Prüm.